# Sinclair ZX Spectrum +3
Sinclair ZX Spectrum +3 je počítač z rodiny počítačů Sinclair ZX Spectrum. Jedná se následníka počítače Sinclair ZX Spectrum +2. Z počítače je následně odvozen počítač Sinclair ZX Spectrum +2A.

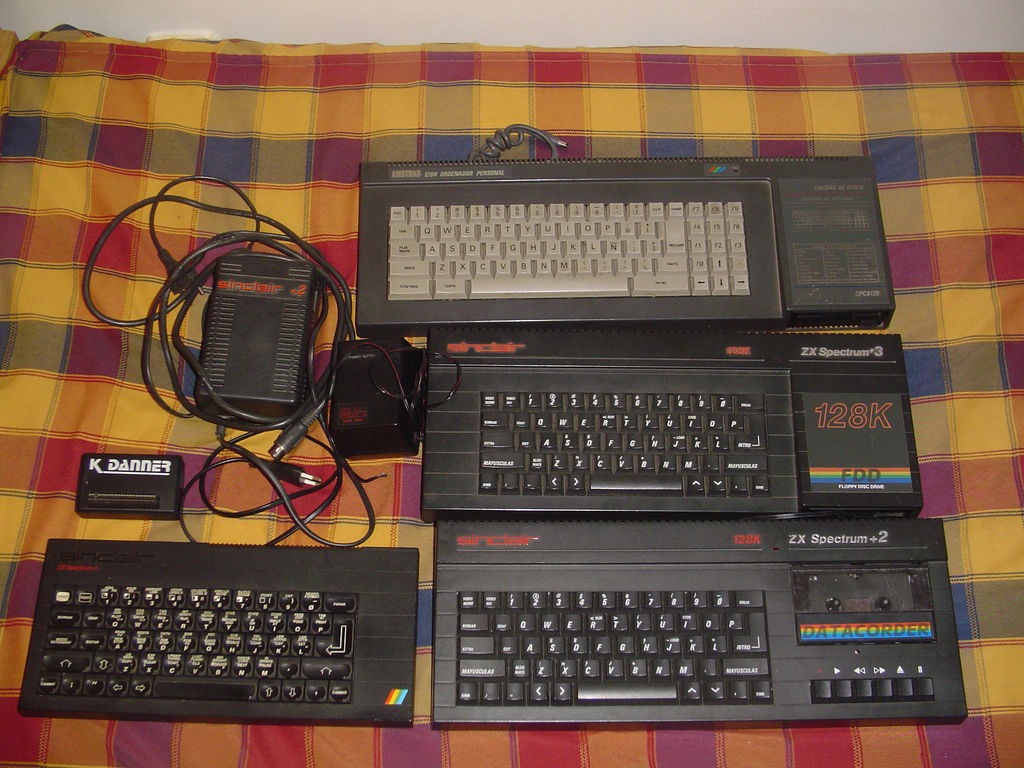
Porovnání vzhledu počítačů ZX Spectrum +3 a Amstrad CPC 6128. Další počítače jsou ZX Spectrum +2A a ZX Spectrum+

Z technického hlediska se jedná o nově vyvinutý počítač. Po vzoru počítače Amstrad CPC 6128 je vybaven 3" disketovou jednotkou jako vnějším paměťovým médiem a je proveden v podobném designu.
Kvůli přítomnosti disketové jednotky muselo být programové vybavení počítače rozšířeno i o software pro její ovládání, diskový operační systém +3DOS. Proto byla proti počítači Sinclair ZX Spectrum +2 paměť ROM rozšířena na 64 KiB. Kromě toho přibyl paralelní port. Z paměti ROM byla odstraněna obsluha přídavné klávesnice Keypad. Také ZX Interface 1 s tímto počítačem nefunguje. U počítače byl odstraněn efekt, kdy při čtení z portu, na který není připojeno žádné zařízení, je čtena hodnota právě zobrazovaného atributu (obvykle je k tomuto účelu využit port 255), proto na počítači nefungují některé hry, které tohoto jevu u předcházejících modelů ZX Spectra využívaly ke zjištění polohy paprsku. K počítači je možné připojit druhou disketovou jednotku. V manuálu k počítači je doporučováno jako druhou disketovou jednotku připojit disketovou jednotku Amstrad FD-1.
Základní programové vybavení počítače v paměti ROM existuje ve dvou verzích, 4.0 a 4.1. Počítače ZX Spectrum +3 obsahují většinou verzi 4.0, verze 4.1 je obsažena většinou v počítačích ZX Spectrum +2A. S rozšířením pevných disků a paměťových karet vytvořil Gary Lancaster rozšíření počítače ZX Spectrum +3e.
Výroba počítače ZX Spectrum +3 byla ukončena v roce 1990 po té, aby počítač netvořil konkurenci ve stejném roce uvedeným počítačům Amstrad z řady plus. Počítač ZX Spectrum +2A byl vyráběn o dva roky déle, prototože jako konkurence k nově uvedeným Amstradovým počítačům vnímán nebyl.

## Paměťová zařízení
Disketové jednotky jsou ovládány stejnými příkazy jako ukládání a načítání dat z pásky. Aby počítač poznal, se kterým paměťovým zařízením má pracovat, používá (podobně jako operační systém CP/M) označení zařízení. Počítač umí pracovat se čtyřmi zařízeními - magnetofon T:, první disk (vestavěný) A:, druhý disk (externí) B: a ramdisk M:. Pro určení se kterým médiem se má pracovat, se připojí označení zařízení na začátek názvu souboru. Pokud název souboru u příkazů LOAD a SAVE obsahuje pouze označení zařízení, všechny následující příkazy LOAD, resp. SAVE, budou pracovat s daným paměťovým zařízením.
Příkaz MOVE je využit k přejmenování souborů.
+3DOS má mnoho možností, které nejsou využity v BASICu, například není možné tisknout do souboru.

## Technické informace
- procesor: Z80A, taktovací frekvence 3,5469 MHz,[9]
- paměť RAM: 128 KiB,
- paměť ROM: 64 KiB,
- hudební čip: AY-3-8912,
- joysticky: Sinclair left a Sinclair right (jako ZX Interface 2)

### Používané porty
Počítač k ovládání vestavěných periférií používá porty procesoru 253 (šestnáctkově FD) a 254 (šestnáctkově FE). K portu 253 je připojeno více periferií, mezi nimi je rozlišováno pomocí vyššího bytu adresy portu.
| desítkově | šestnáctkově | dekódování        | význam                                            |
| 254       | FE           | xxxxxxx0          | klávesnice, magnetofon, reproduktor, barva okraje |
| 4093      | 0FFD         | 0000xxxx xxxxxx0x | paralelní port                                    |
| 8189      | 1FFD         | 0001xxxx xxxxxx0x | stránkování paměti                                |
| 12285     | 2FFD         | 0010xxxx xxxxxx0x | stavový registr řadiče disketové jednotky         |
| 16381     | 3FFD         | 0011xxxx xxxxxx0x | datový registr řadiče disketové jednotky          |
| 32765     | 7FFD         | 01xxxxxx xxxxxx0x | stránkování paměti                                |
| 49149     | BFFD         | 10xxxxxx xxxxxx0x | data hudebního čipu AY                            |
| 65533     | FFFD         | 11xxxxxx xxxxxx0x | výběr datového registru hudebního čipu AY         |

### Stránkování paměti
Protože procesor Z80 umožňuje adresovat pouze 64 KiB paměti, je celá paměť o velikosti 192 KiB rozdělena na stránky o velikosti 16 KiB, které se připínají do adresového prostoru procesoru. Od adresy 0 do 16383 je připojena jedna ze čtyř stránek paměti ROM, od adresy 16384 do 32767 je připojena stránka č. 5 paměti RAM od adresy 32768 do adresy 49151 je připojena stránka č. 2 paměti RAM a od adresy 49152 do adresy 65535 je možné připojit kteroukoli z osmi stránek paměti RAM, včetně stránek č. 2 a č. 5. Kromě toho může být paměť nakonfigurována do tzv. režimu allram, kdy je celý adresovatelný rozsah tvořen pouze pamětí RAM. Počítač má dvě videoram, jednu umístěnou ve stránce č. 5 a druhou umístěnou ve stránce č. 7.
|  | 65535 49152 | RAM 0 | RAM 1 | RAM 2 | RAM 3 | RAM 4 | RAM 5 | RAM 6         | RAM 7         |  | RAM 3 |  | RAM 7 |  | RAM 3 |  | RAM 3 |
|  | 49151 32768 | RAM 2 |       |       |       |       |       |               |               |  | RAM 2 |  | RAM 6 |  | RAM 6 |  | RAM 6 |
|  | 32767 16384 | RAM 5 |       |       |       |       |       |               |               |  | RAM 1 |  | RAM 5 |  | RAM 5 |  | RAM 7 |
|  | 16383 0     | ROM 0 | ROM 1 | ROM 2 | ROM 3 |       |       |               |               |  | RAM 0 |  | RAM 4 |  | RAM 4 |  | RAM 4 |
|  |             |       |       |       |       |       |       | režim allram: | režim allram: |  | 00    |  | 01    |  | 10    |  | 11    |

V ROM 0 je obsažen celoobrazovkový editor Sinclair BASICu (editor v režimu 128K), v ROM 1 analyzátor syntaxe, v ROM 2 +3DOS a v ROM 3 ROM ZX Spectra 48K.
Ke stránkování paměti jsou použity porty 32765 a 8189. Význam jednotlivých bitů hodnot odeslaných na tyto porty je následující:
| Port  | 7                   | 6                   | 5                            | 4                           | 3                                           | 2                                               | 1                                               | 0                                               |
| 32765 |                     |                     | zákaz stránkování            | dolní bit čísla stránky ROM | videoram: 0 – ve stránce 5 1 – ve stránce 7 | číslo stránky RAM v adresovém prostoru od 49152 | číslo stránky RAM v adresovém prostoru od 49152 | číslo stránky RAM v adresovém prostoru od 49152 |
| 8189  |                     |                     |                              | strobe paralelního portu    | motor disketové mechaniky                   | horní bit čísla stránky ROM                     |                                                 | 0 – režim stránkování s ROM                     |
| 8189  | volba rozložení RAM | volba rozložení RAM | 1 – režim stránkování allram | strobe paralelního portu    | motor disketové mechaniky                   |                                                 |                                                 |                                                 |